# 491 TCN
491 TCN là một năm trong lịch La Mã.